# Aleksandr Skabitjevskij
Aleksandr Michajlovitj Skabitjevskij (ryska: Александр Михайлович Скабичевский), född 1838, död 1910, var en rysk litteraturkritiker.
Skabitjevskij väckte 1867 under pseudonymen "Alkandrov" uppmärksamhet genom en studie Vospitatelnoje znatjenie Gontjarova i Turgeneva (Ivan Gontjarovs och Ivan Turgenjevs uppfostrande betydelse). Hans förnämsta verk är Belletristy-narodniki (1888), Otjerki po istorje russkoj cenzury (1892) och Istorija novjejsjej literatury (1900). Hans kritiska uppsatser samlades i två band Sotjinenija (1890; andra upplagan 1892). Han var mest framgångsrik i skildringen av 1860-talets litteratur.